# Analyze This
Analyze This é um filme de gangster de 1999 do gênero comédia. Foi produzido pela Warner Brothers Studios, dirigido por Harold Ramis, que co-escreveu o roteiro com o dramaturgo Kenneth Lonergan e Peter Tolan. O filme é estrelado por Robert De Niro como um mafioso e Billy Crystal como seu psiquiatra. Em 2002 foi produzida a sequência do filme, intitulada Analyze That , também com De Niro e Billy Crystal como protagonistas.
No mesmo ano uma adaptação foi feita em Bollywood estrelando Sanjay Dutt no papel de De Niro, Amitabh Bachchan no de Billy Crystal, Aishwarya Rai e Ajay Devgan.

## Elenco
- Robert De Niro como Paul Vitti
- Billy Crystal como Ben Sobel M.D.
- Lisa Kudrow como Laura MacNamara
- Chazz Palminteri como Primo Sindone
- Joe Viterelli como Jelly
- Kyle Sabihy como Michael
- Pat Cooper como Sal Masiello
- Joe Rigano como Manetta
- Leo Rossi como Carlo Mangano
- Max Casella como Nicky Shivers
- Richard C. Castellano como Jimmy
- Pasquale Cajano como Frankie Zello
- Gene Ruffini como Joe Baldassare
- Judith Kahan como Elaine Felton
- Tony Bennett como ele mesmo
- DonnaMarie Recco como Shiela
- Bill Macy como Dr. Isaac Sobel
- Rebecca Schull como Dorothy Sobel
- Aasif Mandvi como Dr. Shulman

## Produção
Martin Scorsese não aceitou dirigir o filme, Robert De Niro disse que ele e Billy Crystal cogitaram assumir a direção. Robert De Niro sugeriu Chazz Palminteri para o personagem Primo Sidone. Eles já haviam trabalhado juntos em A Bronx Tale (1993). 

## Recepção
O filme arrecadou $177 milhões no total. Ele marcou um índice de aprovação de 68% no Rotten Tomatoes.

## Prêmios
Recebeu duas indicações ao Globo de Ouro de 1999, na categoria de melhor comédia ou musical, perdido para Toy Story 2, e de melhor ator em comédia ou musical para Robert De Niro, perdido para Jim Carrey que interpretou Andy Kaufman em Man on the Moon.